# Elaphoglossum yarumalense
Elaphoglossum yarumalense là một loài thực vật có mạch trong họ Lomariopsidaceae. Loài này được Hieron. mô tả khoa học đầu tiên năm 1904.